# Abida polyodon
Abida polyodon is een slakkensoort uit de familie van de Chondrinidae. De wetenschappelijke naam van de soort is voor het eerst geldig gepubliceerd in 1801 door Draparnaud.